# 마케도니아 (그리스)

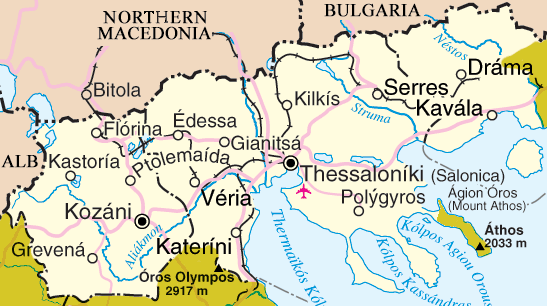
그리스의 마케도니아 지방

베르기나의 태양을 도안으로 삼은 그리스의 마케도니아 지역의 기.

마케도니아(Μακεδονία)는 그리스에 자리잡은 역사ㆍ지리상의 지역이다. 마케도니아는 그리스의 지역 가운데 가장 넓으며, 두 번째로 인구가 많은 곳이다. 서트라키아와 더불어 이곳은 비공식적으로 북부 그리스로 칭하기도 한다.

## 개요
북부 그리스 지방(마케도니아)은 필리포스 2세나 알렉산드로스 대왕 등 아르고스 왕조가 다스리던 고대 마케도니아 왕국의 영토였다. 로마와 비잔티움 제국 시대에는 '마케도니아'는 행정구역의 명칭으로, 여러 번 경계가 변하였다. 오스만 제국 시대에 이 명칭은 사라졌고, 이 지역과 트라키아를 묶어 루멜리아라고 불렀다.
1832년 근대 그리스 국가가 탄생할 당시 마케도니아는 비록 그 영토에 포함되지 않았지만, 그 전부터 그리스의 한 지방으로 여겨졌다. 19세기에는 이 명칭이 정치적이라기 보다는 지리적인 의미로 발칸반도 남부의 특정 지역을 뜻하는 말로 비공식적으로 굳어졌다. 1912년부터 1913년까지의 발칸 전쟁에서 오스만 제국이 패배하자, 부쿠레슈티 조약 (1913년)으로 유럽 대륙에 위치한 오스만 제국의 영토(루멜리아) 대부분이 그리스, 세르비아, 불가리아, 알바니아에 분할되었는데, 마케도니아 지방도 이 4개국에 각각 분할되었다.
1987년까지 그리스 내의 마케도니아 지역은 하나의 행정 구역이었으나, 1987년의 행정구역 개편으로 서마케도니아주, 중앙마케도니아주, 동마케도니아 트라키주로 분할되었다.

## 분쟁
마케도니아라는 전통적인 지명의 사용 권리를 두고, 현재 인접한 북마케도니아과 국호 변경 전까지 분쟁 중에 있었다.

## 같이 보기
- 그리스의 지역
- 마케도니아 국호 분쟁